# Valdefuentes
Valdefuentes ist ein Ort und eine Gemeinde  (municipio) mit 1.100 Einwohnern (Stand: 2024) in der spanischen Provinz Cáceres in der Autonomen Gemeinschaft Extremadura.

## Lage und Klima
Valdefuentes liegt am Río Salor in einer Höhe von ca. 485 m. Das Stadtzentrum von Cáceres befindet sich ca. 33 Kilometer nordwestlich.

## Bevölkerungsentwicklung
| Jahr      | 1970 | 1981 | 1991 | 2001 | 2011 | 2021 |
| Einwohner | 2093 | 1799 | 1659 | 1448 | 1354 | 1135 |

## Sehenswürdigkeiten
- Marienkirche (Iglesia de Nuestra Señora la Virgen de Bienvenida)
- Augustinerkonvent

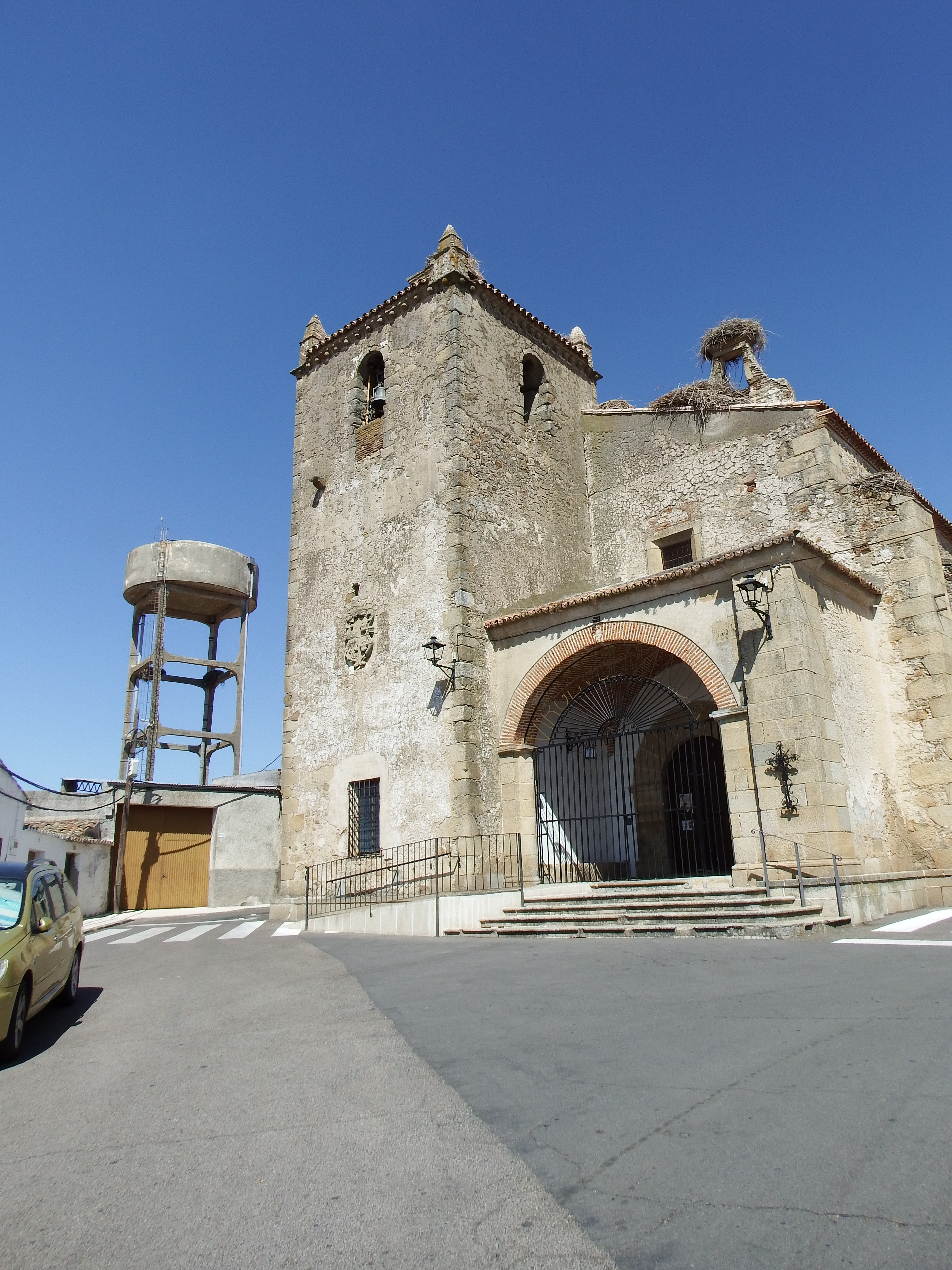
Marienkirche